# Ericto
En la literatura romana, Ericto, Erichtho o Eriton, és una llegendària bruixa de Tessàlia que apareix en diverses obres literàries. Es caracteritza per la seva aparença aterridora i les seves maneres impies.
El personatge d'Ericto pot haver estat creat pel poeta Ovidi. És probable que el personatge s'inspirés en les llegendes de les bruixes de Tessàlia recollides durant el període de la Grècia Clàssica. Segons moltes fonts, Tessàlia era coneguda per ser un refugi per a les bruixes i "el folklore sobre la regió ha persistit amb contes de bruixes, drogues, verins i encanteris màgics inclús durant l'època romana"(B Clark). No obstant això, la popularitat d'Ericto va arribar diverses dècades més tard, gràcies al poeta Lucà, que la va mostrar de manera destacada en el seu poema èpic la Farsàlia, que detalla la Guerra Civil de Cèsar.
En aquest poema, el fill de Pompeu el Gran, Sext Pompeu busca a la bruixa, esperant que ella pugui revelar el futur de la imminent Batalla de Pharsalus. En una escena macabra, Ericto troba un cos mort, l'omple de pocions, el ressuscita i aquest respon a les demandes de la maga.
A la Farsàlia de Marc Anneu Lucà, Ericto és un personatge repugnant (per exemple, es descriu que té un "núvol sec" que li cau sobre el cap i que la seva respiració "enverina l'aire"), i malvat fins al punt del sacrilegi, per exemple: "Mai no prega als déus, ni implora el diví amb un himne suplicant". Viu fora de la societat i té la seva casa prop dels "cementiris, forques i camps de batalla abundantment subministrats per la guerra civil"; ella utilitza parts dels cossos que troba en aquestes localitzacions per als seus encanteris màgics. De fet, es delecta amb actes macabres i repugnants que impliquen cadàvers (per exemple, "quan els morts estan confinats en un sarcòfag [...], ella amenaça amb entusiasme cada membre (extremitat). Ella submergeix la mà dins dels ulls, es delecta extraient les boles dels ulls congelades, i rosega les ungles pàl·lides d'una mà dessecada."
És una poderosa nigromant; mentre que ella està examinant cadàvers en un camp de batalla s'ha d'advertir que "Si ella hagués decidit d'aixecar a tot l'exèrcit (caigut) en el camp per tornar a la guerra, les lleis d'Èreb (l'Infern) haurien accedit, i una multitud arrencada de l'Estigia infernal pel seu terrible poder, hauria anat a la guerra". És per això que el fill de Pompeu el gran, la busca. Ericto obeeix i vaga enmig d'un camp de batalla a buscar un cadàver amb "teixits no lesionats i un pulmó rígid."
Ericto neteja els òrgans del cadàver, i omple el cos amb una poció (consistent en, entre altres coses, una barreja de sang calenta, "verí lunar", i "Tot el que encara posseeix la natura de pervers") per tal de portar el cos mort de tornada a vida. Es convoca l'esperit, però, al principi, aquest es nega a tornar al seu antic cos. A continuació, ella amenaça l'univers sencer amb la promesa de convocar "aquest déu davant el terrible nom del qual tremola la terra". Immediatament després d'aquest rampell, el cadàver és reanimat i descriu una guerra civil que està omplint l'Inframón i ofereix una profecia bastant ambigua (almenys, per a Sext Pompeu) sobre el destí que els espera a Pompeu i els seus parents.

## L'Infern de Dante
Ericto també és esmentada pel seu nom en el primer llibre de la Divina Comèdia de Dante Alighieri, en el Cant Novè de l'Infern: Cant IX (vv.23-27). A Dante i Virgili se'ls nega inicialment l'accés a la ciutat de Dite i una allau d'éssers infernals, els tanquen les portes d'entrada a la ciutat. En aquell moment Dante, dubtant del poder del seu guia i esperant una confirmació, li pregunta a Virgili si mai abans ha viatjat a les profunditats de l'Infern. Virgili respon afirmativament, i explica que en altre temps havia viatjat al cercle més baix de l'Infern sota la petició d'Ericto per tal de recuperar una ànima per un dels seus ritus nigromàntics.
(així doncs el de Dante hauria estat el segon viatge de Virgili):

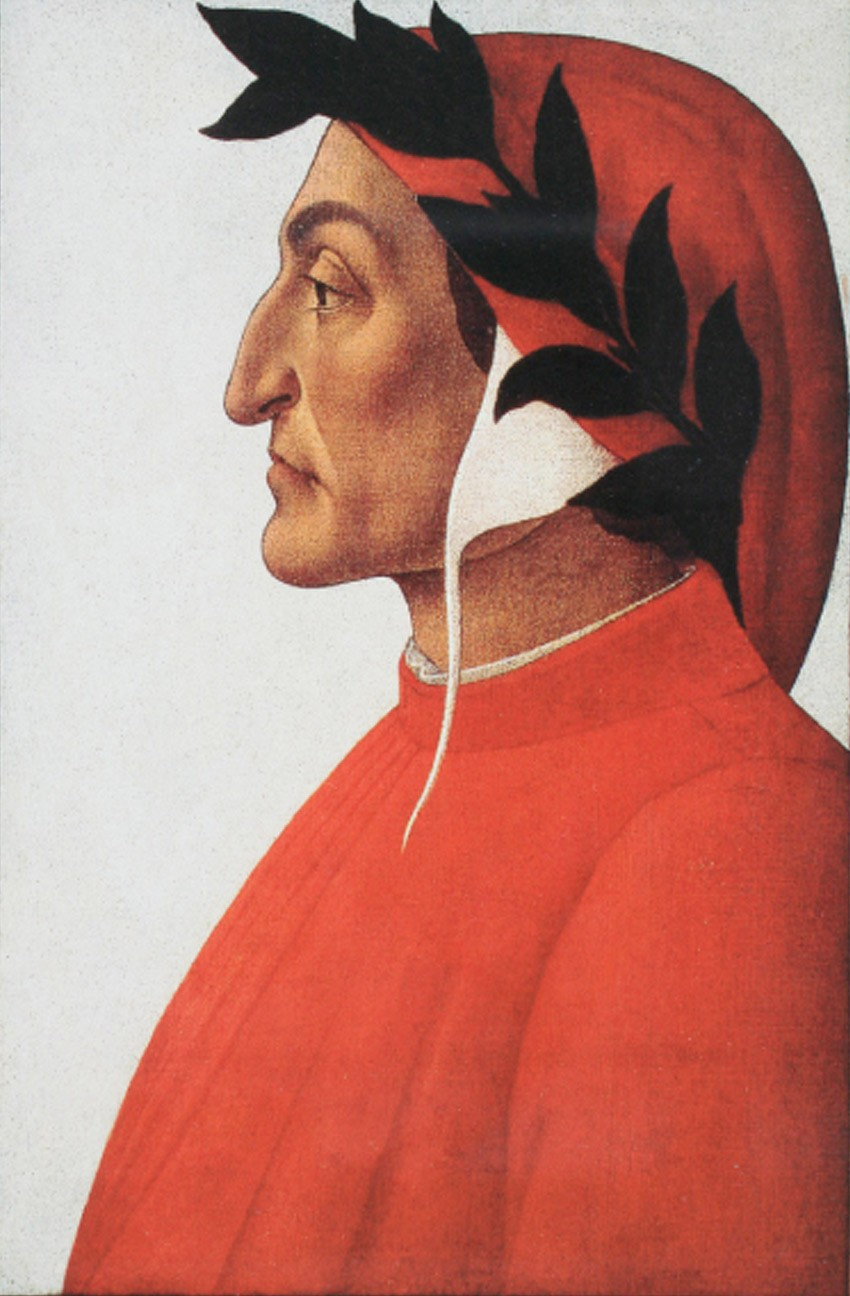
Retrat de Dante Alighieri per Sandro Botticelli

"És cert que he estat ací ja una altra volta, 
sota els conjurs de la cruel Ericto 
que tornava les ombres als seus cossos.
Feia poc temps que estava nu de carn 
quan em va fer entrar dins les muralles 
per traure un esperit del clot de Judes" 
(vv. 23-27) 
Es tracta d'una invenció del poeta italià, que utilitza aquest estratagema per donar al guia els coneixements necessaris per acompanyar-lo en el difícil viatge entre els condemnats.

## Faust de Goethe
Ericto també és un personatge de l'obra de Johann Wolfgang von Goethe del segle xviii, Faust. La bruixa apareix a la part 2,en l'acte 2, com el primer personatge que parla en l'escena clàssica de la Nit de Walpurgis. El discurs d'Ericto pren la forma d'un monòleg, en el que fa referència a la batalla de Farsàlia, a Juli Cèsar i a Pompeu. També al·ludeix a Lucà, al·legant "no sóc tan abominable com els desgraciats poetes [és a dir, Lucà i Ovidi] m'han pintat."